# Argelia en los Juegos Olímpicos de Río de Janeiro 2016
Argelia estuvo representada en los Juegos Olímpicos de Río de Janeiro 2016 por un total de 64 deportistas, 54 hombres y 10 mujeres, que compitieron en 13 deportes.
La portadora de la bandera en la ceremonia de apertura fue la yudoca Sonia Asselah.

## Medallistas
El equipo olímpico argelino obtuvo las siguientes medallas:
| Nombre         | Deporte   | Competición |
| -------------- | --------- | ----------- |
| Oro            |           |             |
| —              |           |             |
| Plata          |           |             |
| Taufik Majlufi | Atletismo | 800 m M     |
| Taufik Majlufi | Atletismo | 1500 m M    |
| Bronce         |           |             |
| —              |           |             |